# (5835) Mainfranken
(5835) Mainfranken (1992 SP24) – planetoida z pasa głównego asteroid okrążająca Słońce w ciągu 5,74 lat w średniej odległości 3,2 j.a. Odkryta 21 września 1992 roku.